# Бабинац (Велика Писаница)
Бабинац је насељено место у саставу општине Велика Писаница, Република Хрватска.

## Историја
До нове територијалне организације у Хрватској место је припадало бившој великој општини Бјеловар.

## Становништво
На попису становништва 2011. године, Бабинац је имао 321 становника.

## Попис 1991.
На попису становништва 2011. године, насељено место Бабинац је имало 438 становника, следећег националног састава:
| Попис 1991.‍  | Попис 1991.‍  | Попис 1991.‍ | Попис 1991.‍ | Попис 1991.‍ |
| ------------ | ------------ | ----------- | ----------- | ----------- |
|              |              |             |             |             |
| Хрвати       | Хрвати       |             | 223         | 50,91%      |
| Албанци      | Албанци      |             | 80          | 18,26%      |
| Срби         | Срби         |             | 57          | 13,01%      |
| Мађари       | Мађари       |             | 33          | 7,53%       |
| Југословени  | Југословени  |             | 13          | 2,96%       |
| Пољаци       | Пољаци       |             | 1           | 0,22%       |
| Чеси         | Чеси         |             | 1           | 0,22%       |
| неопредељени | неопредељени |             | 8           | 1,82%       |
| непознато    | непознато    |             | 22          | 5,02%       |
| укупно: 438  |              |             |             |             |